# Esta boca es mía (Bolivia)
Esta boca es mía fue la serie humorística de mayor éxito en la historia de la televisión boliviana.

## Historia
Creado por Alberto "Beto" Barragán y protagonizado por Giovana Chávez, se caracterizó por introducir la parodia, utilizando máscaras elaboradas en fibra de vidrio y espuma látex, para representar a las principales celebridades del ámbito político (aunque también parodeaban la serie de El chavo del ocho).
"Esta boca es mía" contó con la participación de Toto Aparicio, Ronald Irene, Claudia Cárdenas, Víctor Vega, David Santalla y otros como parte de su elenco. Además, incluyó a Ramiro Serrano, quien no sólo se destacó como guionista, compositor, arreglista y productor de audio del programa, sino también como "talento de doblaje", caracterizando todas las voces de los personajes.
"Esta boca es mía" fue reconocido como "Programa Revelación", ganando el premio "Maya", máximo galardón de la farándula boliviana. Además, en reiteradas ocasiones, el elenco viajó por toda Bolivia batiendo récords de asistencia en cada una de sus presentaciones.
- Datos: Q5840560